# École de commerce international (Budapest)
Pour les articles homonymes, voir IBS.

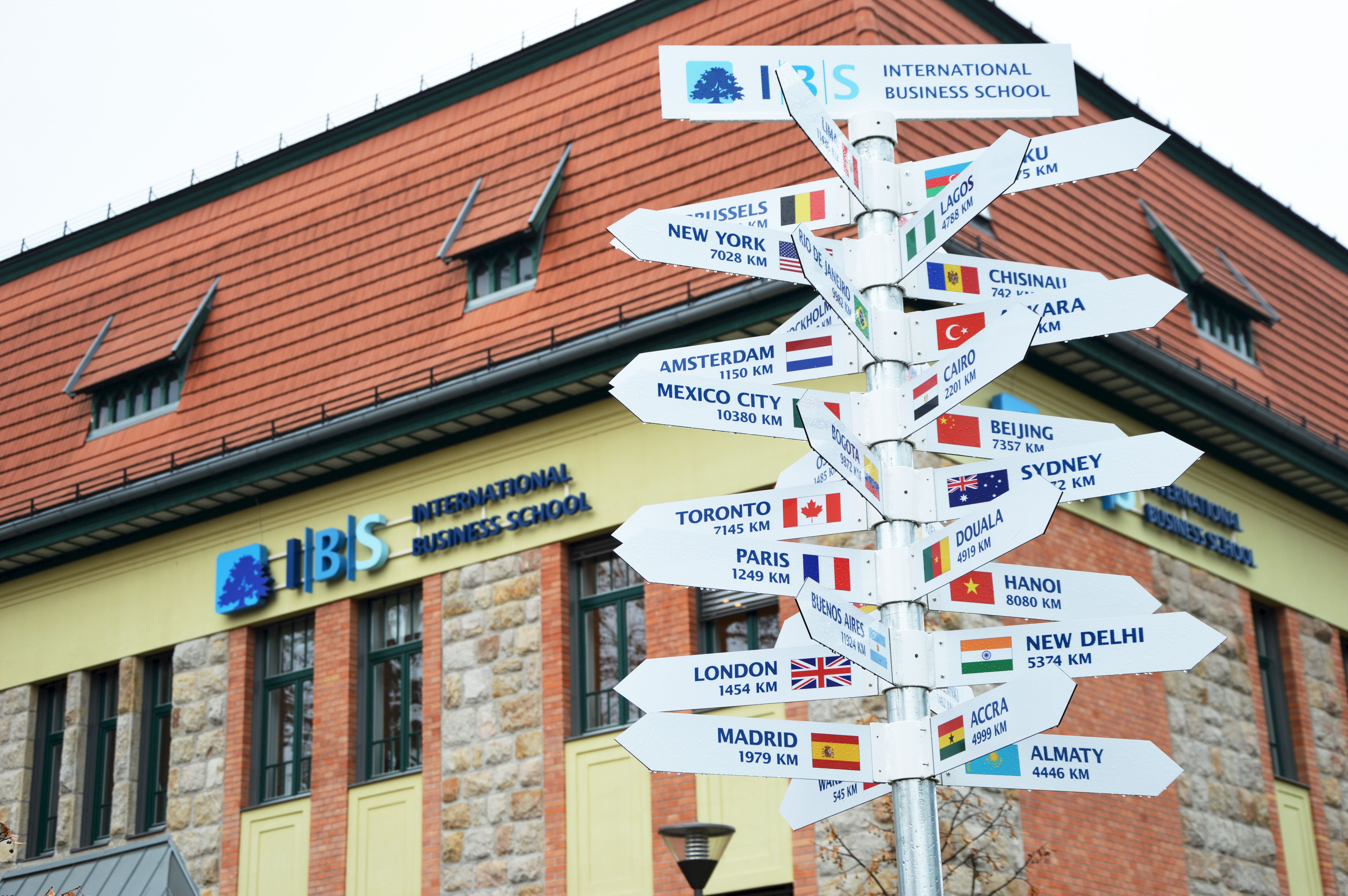
Bâtiment de l'IBS (2016).

L’École de commerce international (hongrois : Nemzetközi Üzleti Főiskola ; anglais : International Business School, IBS) est un établissement supérieur privé situé à Budapest, en Hongrie. Elle a été fondée en 1991 par István Tamás, un entrepreneur hongrois. 
L’École de commerce international, université internationale depuis 2010, attire des étudiants de 80 pays du monde. Plus de 300 étudiants internationaux choisissent chaque année de suivre leurs études à l’IBS.

## Les campus

### Budapest
Le Bachelor en Management est le programme historique de l’IBS. Le parcours académique se déroule sur 4 ans et peut être suivi en anglais ou en hongrois.
La résidence étudiante offre des studios aux étudiants internationaux ainsi qu’aux étudiants hongrois et professeurs visitant. 

### Vienne
(juin 2019).
L'IBS envisage l'ouverture d'un campus à Vienne en 2013, notamment les programmes de master suivants :
- MSc Finance
- MSc Management des Ressources Humaines
- MSc Commerce International
- MSc Marketing Management

## Programmes

### Bachelor
- BSc in Arts Management
- BSc in Business and Diplomacy
- BSc in Business and Tourism
- BSc in Financial Management
- BSc in Management
- BSc in Management with Information Systems
- BSc in Management with Languages
- BSc in Management with Psychology

### Masters
- MSc in International Business
- MSc in Financial Management
- MSc in Human Resource Management
- MSc in Marketing Management

### Autres formations
- Cours de langues
- Programme intensif d’anglais
- École d’été

## Anciens diplômés de l’IBS
- Rajmund Fodor – Champion olympique, water-polo
- István "Koko" Kovács – Champion olympique, boxe
- Georgina Póta – Champion européen, tennis de table
- Dániel Varga – Champion olympique, water-polo